# Chiesa di Nostra Signora dell'Assunzione (Elvas)
La chiesa di Nostra Signora dell'Assunzione o cattedrale di Elvas (in portoghese: Igreja de Nossa Senhora da Assunção o Sé de Elvas) è l'antica cattedrale della diocesi di Elvas, soppressa nel 1881.

## Storia
L'attuale edificio fu eretto a partire dal 1517 per sostituire una chiesa gotica precedente. L'autore del progetto in stile manuelino era probabilmente Francisco de Arruda. L'apertura al culto si è avuta nel 1537, con la chiesa ancora incompiuta. Nel 1570 la chiesa divenne sede della diocesi di Elvas, venendo elevata a cattedrale. Nei secoli XVII e XVIII numerosi cambiamenti stilistici hanno arricchito gli interni. Al tempo del vescovo Lorenzo di Lancaster (1759-1780), in particolare, sono stati posti numerosi altari in marmo di Estremoz, come quello presente nella cappella, opera di José Francisco de Abreu.
La diocesi di Elvas è stata abolita nel 1881 e gran parte del suo territorio, compresa la città di Elvas, è stato incorporato nella diocesi di Portalegre. La chiesa ha smesso di svolgere la funzione di cattedrale.